# Padrenda
Padrenda és un municipi de la província d'Ourense a Galícia. Pertany a la comarca d'A Terra de Celanova. En el nucli urbà es troba l'església de San Roque. La vegetació està composta per roures, pins i castanys.
| 4.142 | 4.038 | 4.887 | 5.041 | 2.479 |
| Fonts: INE i IGE (Els criteris de registre censal variaren i les dades de l'INE i de l'IGE poden no coincidir.) |       |       |       |       |

## Economia
Es conrea el blat de moro, patates, fruiteres i vinya. Bestiar boví i porcí. Manufactures de la fusta.

## Festes
San Xoan de Crespos : Segons dicta la tradició se'ls sostreu a la nit als veïns de la localitat els seus antics carros de fusta per a penjar-los del roure situat en la plaça del poble. On els propietaris de les substracciones de la nit passada els venen a recollir a aquesta plaça.

## Turisme
Es pot gaudir d'un viatge en catamarà a la vora del Miño, així com rafting i ponting. Dintre de la caça destaquen la del conill i el senglar i en la pesca, la truita i l'anguila.